# Sony Xperia S
De Sony Xperia S is een smartphone van Sony uit 2012.
De telefoon is samen met de Sony Xperia P en de Sony Xperia U geïntroduceerd tijdens de 2012 CES. Het is de eerste smartphone van Sony nadat het zijn partnerschap met Ericsson in Sony Ericsson had opgekocht. De Xperia S heeft een aanraakscherm met een beelddiagonaal van 11 cm (4,3 inch), een dualcore-processor van 1,5 GHz, een 12 megapixelcamera, een HDMI-uitgang en 32 GB intern geheugen.

## Hardware
Het aanraakscherm heeft een resolutie van 1280x720 pixels en een pixeldichtheid van 342 ppi en staat hiermee dus samen met de HTC Sensation XE op de eerste plaats voor de hoogste pixeldichtheid van elke mobiele telefoon ter wereld tot dan toe. Het ondersteunt multitouch en biedt ook High Definition Reality Display met het mobiele 'BRAVIA engine' van Sony en maakt het mogelijk om 16.777.216 kleuren weer te geven. De camera beschikt over een 12 megapixelcamera met Exmor R om foto's te nemen wanneer er weinig licht is en kan HD filmen. Bovendien bevindt zich aan de voorkant een tweede camera van 1,3 megapixel die tot 720p kan filmen. Het toestel beschikt over een 1,5 GHz dualcoreprocessor, 1 GB RAM, 32 GB intern geheugen, een micro-USB-uitgang en een HDMI-uitgang om foto's en video's van het toestel op een tv te laten zien. Het beschikt ook over NFC (Near Field Communication), dat in combinatie met 'Xperia Smart Tags' gebruikt kan worden, of voor laagwaardige financiële transacties, vooral wanneer NFC meer gebruikt gaat worden, met bijpassende applicaties uit de Google Play appwinkel.

## Software
De Xperia S is uitgebracht met Android 2.3 'Gingerbread', maar heeft een update gekregen naar Googles Android 4.0 'Ice Cream Sandwich' in het tweede kwartaal van 2012. Facebook is standaard geïntegreerd en maakt gebruik van het Timescape UI. Ook kan men er PlayStation Suite games op spelen en is het verbonden met het Sony Entertainment Network, dat gebruikers toestaat tot Music & Video Unlimited, een speciale streamingsapp vergelijkbaar met Spotify of YouTunes. De Xperia S ondersteunt ook DLNA.

## Design
Ongeveer 90% van de voorkant Xperia S' bestaat uit het scherm en de achterkant is licht gebogen om zo extra comfort te bieden. De antenne is in de transparante strip geplaatst, die dwars door de basis loopt en tegelijkertijd dienstdoet als on-screen-knoppenaangever en notificatiebalk.

## Opvolger
Na de Xperia S heeft Sony Mobile nu de komst van de Xperia Z aangekondigd. Dit toestel lijkt veel op de Xperia S, maar heeft een quadcoreprocessor en Android 4.1 en is daarmee een stuk nieuwer. De Sony Xperia Z beschikt over een 13 megapixelcamera, waar de Sony Xperia S nog een 12 megapixelcamera heeft. Het design van de Sony Xperia S is flink doorgetrokken in de rest van de Sony Xperiatoestellen, zo ook in de Sony Xperia Z.